# Diocese de Ciudad Real
A Diocese de Ciudad Real (em latim: Dioecesis Civitatis Regalensis) é uma diocese da Igreja Católica da Espanha, sediada na cidade de Cidade Real, na província de Cidade Real, comunidade autónoma de Castela-Mancha. Faz parte da Arquidiocese de Toledo. Foi fundada em 18 de novembro de 1875 pelo Papa Pio IX como Prelazia Territorial de Ciudad, em 1980 foi elevada a diocese. Em 2022 contava com uma população católica de 471 983 fiéis, sendo 96,7% da população total, e tinha 192 paróquias.

## História
Em 18 de novembro de 1875 o Papa Pio IX cria a Prelazia Territorial de Ciudad através do território da Arquidiocese de Toledo e dioceses de Córdova e Cuenca. Em 1980 a prelazia é elevada a Diocese de Ciudad Real. 

## Lista de bispos
A seguir uma lista de bispos desde a criação da prelazia em 1875.
|                         | Nome                             | Período               | Notas                                   |
| Bispos de Ciudad Real   | Bispos de Ciudad Real            | Bispos de Ciudad Real | Bispos de Ciudad Real                   |
| ----------------------- | -------------------------------- | --------------------- | --------------------------------------- |
| 4º                      | Abilio Martínez Varea            | 2025-                 | Atual                                   |
| 3º                      | Gerardo Melgar Viciosa           | 2016 - 2025           |                                         |
| 2º                      | Antônio Ángel Algora Hernando    | 2003 - 2016           |                                         |
| 1º                      | Rafael Torija de la Fuente       | 1980 - 2003           |                                         |
| Prelados de Ciudad Real |                                  |                       |                                         |
| 10º                     | Rafael Torija de la Fuente       | 1976 - 1980           | Nomeado bispo dessa diocese             |
| 9º                      | Juan Hervás y Benet              | 1955 - 1976           | Renunciou                               |
| 8º                      | Emeterio Echeverria Barrena      | 1942 - 1954           | Faleceu no cargo                        |
| 7º                      | Narciso de Esténaga y Echevarría | 1922 - 1936           | Faleceu no cargo                        |
| 6º                      | Francisco Javier de Irastorza    | 1914 - 1922           | Nomeado bispo de Orihuela               |
| 5º                      | Remigio Gandásegui               | 1905 - 1914           | Nomeado bispo de Segóvia                |
| 4º                      | Casimiro Piñera y Naredo         | 1898 - 1904           | Faleceu no cargo                        |
| 3º                      | José María Rancés y Villanueva   | 1886 - 1898           | Nomeado bispo de Cádis e Ceuta          |
| 2º                      | Antônio María Cascajares y Azara | 1882 - 1884           | Nomeado bispo de Calahorra e La Calzada |
| 1º                      | Victoriano Guisasola y Rodríguez | 1877 - 1882           | Nomeado bispo de Orihuela               |